# Pentadyna

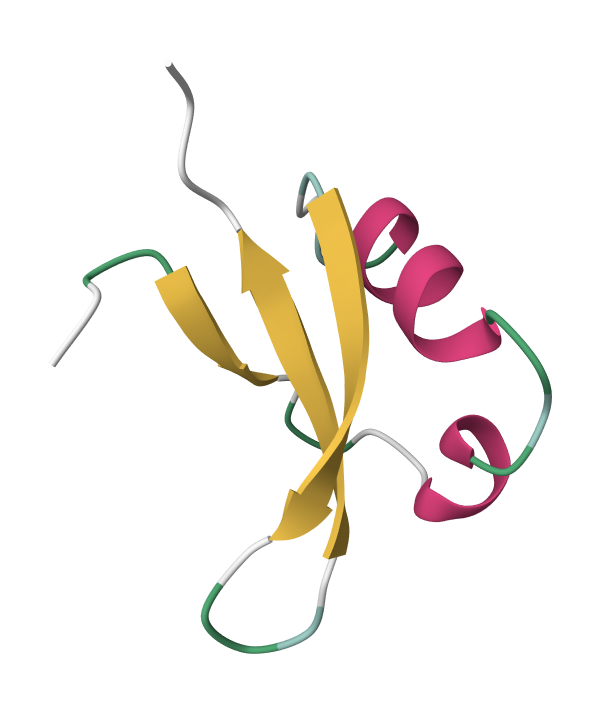
Struktura pentadyny

Pentadyna – białko o słodkim smaku występujące w Pentadiplandra brazzeana. Odkryte i opisane w roku 1989. Masa cząsteczki została określona na około 12 kDa. Białko w przeliczeniu na masę jest około 500 razy słodsze niż sacharoza. Pentadyna należy do kilku naturalnych substancji wpływających na receptory smaku słodkiego. Może być wykorzystana jako substancja zastępująca cukier w produktach spożywczych przeznaczonych dla chorych na cukrzycę oraz produktach dietetycznych zastępując syntetyczne środki słodzące.